# Bot (computerprogramma)
Een bot (komt van robot) is een computerprogramma dat op een autonome manier taken kan uitvoeren die normaal door mensen uitgevoerd worden. De bot kan bijvoorbeeld een computerspel spelen, een webpagina raadplegen, chatten, of een bericht op een site (bijvoorbeeld een forum of wiki) plaatsen. 
In tegenstelling tot mensen kunnen bots hun taken continu en in een hoog tempo uitvoeren, zonder daarbij fouten te maken.

## Bots in computerspellen
Dit soort bots worden gebruikt in computerspellen. Ze zijn dan geprogrammeerd om tegenspelers en medespelers in allerlei vormen en maten te creëren en te laten spelen.
Door middel van kunstmatige intelligentie probeert men een bot zo intelligent mogelijk te maken, waardoor het soms onmogelijk wordt om door te hebben of er een bot of een persoon tegen je aan het spelen is. Ook gebeurt het dat men verschillende bots tegen elkaar laat vechten, zonder enige menselijke tegenspeler. Zo beoordeelt men wie de beste botprogrammeur is.
Naast deze vorm van bots bestaat er ook een andere manier waarop men bots gebruikt. Men kan ook bots gebruiken om in-game geld te verzamelen (gold farmen). De bot wordt dan niet door de makers van het spel gemaakt maar door spelers. De bot is geprogrammeerd om acties te doen waarmee in-game geld verzameld kan worden. Een voorbeeld van zo'n programma is Parabot dat voornamelijk gericht is op Runescape Private Servers.

## Spiders
Zoekmachines zoals Google, Microsoft Network en Ilse gebruiken bots om webpagina's uit te kiezen. Zo'n bot wordt een spider genoemd. De bots vergaren zo veel mogelijk URL's om vervolgens de beschikbare webpagina's te downloaden en te analyseren. Na de analyse zullen de webpagina's worden gesorteerd op relevantie voor de eindgebruiker, zodat de relevantste webpagina's bij de eerste tien zoekresultaten worden getoond.

## Chatbot
Chatbots zijn programma's die geprogrammeerd zijn om op een min of meer menselijke manier te reageren op teksten, of om  bepaalde taken uit te voeren wanneer ze een specifiek commando krijgen. Chatbots zijn veelal populair op Live Messenger (MSN-bots) en op IRC-kanalen. Op IRC-kanalen worden ze over het algemeen gebruikt om het betreffende kanaal te modereren. Voor Live Messenger worden chatbots (World of Alice, Talk to Frank en Studio 538) gebruikt om gebruikers te informeren over bijvoorbeeld het weer, om een spelletje met ze te spelen of voor gewoon een praatje. Deze chatbots kunnen ook voor commerciële doeleinden worden ingezet.
Sommige chatbots kunnen zo realistisch reageren, dat het voor sommige mensen lastig is om te onderscheiden of het hier om een bot of een echte persoon gaat. Zie ook: Turingtest.